# Limi
Limi (nep. लिमी) – gaun wikas samiti w zachodniej części Nepalu w strefie Karnali w dystrykcie Humla. Według nepalskiego spisu powszechnego z 2011 roku liczył on 181 gospodarstw domowych i 904 mieszkańców (495 kobiet i 409 mężczyzn).